# サマル州

サマル州の位置

サマル州 (サマルしゅう、Province of Samar) は、フィリピン中部東ビサヤ地方 (Eastern Visayas, Region VIII) に属する州である。州都はカトバロガン (Catbalogan) 。面積は5,591.0km2、人口は780,481人（2015年）。

## 地理
サマール島の西側を占め、北に北サマル州、東に東サマル州、西のレイテ島とはサンファニコ海峡に架かるサンファニコ橋によってレイテ島の北部レイテ州と繋がっている。南部はレイテ湾に面している。

## 歴史
かつては1768年にレイテ島の管轄から離れ島全体でサマル州を形成していた。
1965年の東サマル州、北サマル州分離にともない西サマル州 (Province of Western Samar) となり、1969年に州名をサマル州に戻した。
カトバロガンはかつては1地方自治体であったが2007年に市となった。

## 行政区分
サマル州は、2つの市（Component cities）と、24の基礎自治体（Municipalities）からなる。都市（Independent cities）はない。

### 基礎自治体
1. Almagro
2. バセイ（英語版）
3. Calbiga
4. Daram
5. Gandara
6. Hinabangan
7. Jiabong
8. Marabut
9. Matuguinao
10. Motiong
11. Pagsanghan
12. Paranas (Wright)
13. Pinabacdao
14. San Jorge
15. San Jose de Buan
16. San Sebastian
17. Santa Margarita
18. サンタ・リタ（英語版）
19. Santo Niño
20. Tagapul-an
21. Talalora
22. Tarangnan
23. Villareal
24. Zumarraga

### 主要市
州都はカトバロガン (Catbalogan) 。サマル州最大の都市は北部、北サマル州境附近のカルバヨグ (Calbayog) である。市（Component cities）は以上の2つのみ。

## 住民

### 言語
州内の主要な言語はワライ語である。

## 交通

### 空路
- en:Catbalogan Airport
- en:Calbayog Airport

### 陸路
- サン・ファニーコ橋・・・サンタ・リタ（英語版）（サマール島サマル州） - タクロバン（レイテ島レイテ州）間

### フェリー
- カトバロガン（英語版） - マニラ間
- カトバロガン（英語版） - セブ間
- カルバヨグ（英語版） - セブ間